# 地钱纲
地钱纲（学名：Marchantiopsida）是地钱门下的一个纲。

## 下属分类
本纲包括以下目：
- 壶苞苔目 Blasiales
- 半月苔目 Lunulariales
- 地钱目 Marchantiales
- Naiaditales
- 叉托苔目 Neohodgsoniales
- 囊果苔目 Sphaerocarpales